# Skalky u Havraníků
Skalky u Havraníků jsou přírodní památka poblíž obcí Havraníky a Šatov v okrese Znojmo v nadmořské výšce 265–312 metrů. Předmětem ochrany jsou společenstva úzkolistých a acidofilních trávníků s výskytem koniklece velkokvětého (Pulsatilla grandis). Prostor památky zahrnuje vrcholovou partii a část svahů stejnojmenného vrchu o nadmořské výšce 309 metrů.